# Jester Comedy Company
Jester Comedy Company foi uma companhia cinematográfica estadunidense formada por William Steiner em 1917, e que produziu 26 e distribuiu 12 filmes, no gênero comédia, entre 1917 e 1919.

## Histórico
William Steiner inicialmente numa parceria com William Paley formou a Paley & Steiner, que através da Crescent Films, ativa em Nova Iorque entre 1904 e 1905, pioneira em “imagens em movimento”. O Edison Studios, através da Motion Picture Patents Company, começou um processo de repressão aos produtores indepdendentes e, em 1905, a Paley & Steiner já se dissolvera.
Steiner começou, em seguida, a Imperial Motion Picture Company, incorporada em 3 de março de 1908, com escritório na 44 West 28th St., Nova Iorque.
Em 1910, William Steiner fundou a Yankee Film Company, e mais tarde encabeçou a Serial Film Corporation, em Nova Jersei, cujo lançamento inicial foi o seriado The Yellow Menace, de 1916.
Em 1917, Steiner fundou a Jester Comedy Company, em Jacksonville, que veiculava as comédias que ficaram mais conhecidas como "Tweedle Dee and Tweedle Dum", apresentando o cômico europeu Marcel Fernandez Perez e Nilde Babette (ou Nilde Baracchi). O primeiro filme produzido pela Jester foi The Fatal Flower , em 1918, uma comédia com Jimmy Aubrey. A partir de então, todas as próximas comédias foram com Perez. O último filme da Jester Comedy foi Almost Married (1919), com Marcel Perez como Twede-Dan.
Na década de 1920 e 1930, Steiner ainda fomaria a William Steiner Productions, produzindo Westerns B.

### Filmografia parcial
- Almost Married (1919)
- Chickens in Turkey (1919)
- The Wisest Fool (1919)
- You're Next (1919)
- Camouflage (1918)
- Some Baby! (1918)
- Ain't It So? (1918)
- The Fly Ball (1918)
- Oh! What a Day (1918)
- He Wins (1918)
- The Fatal Flower (1918)